# 勒默湖
51°50′58″N 6°55′27″E / 51.849385°N 6.92411°E

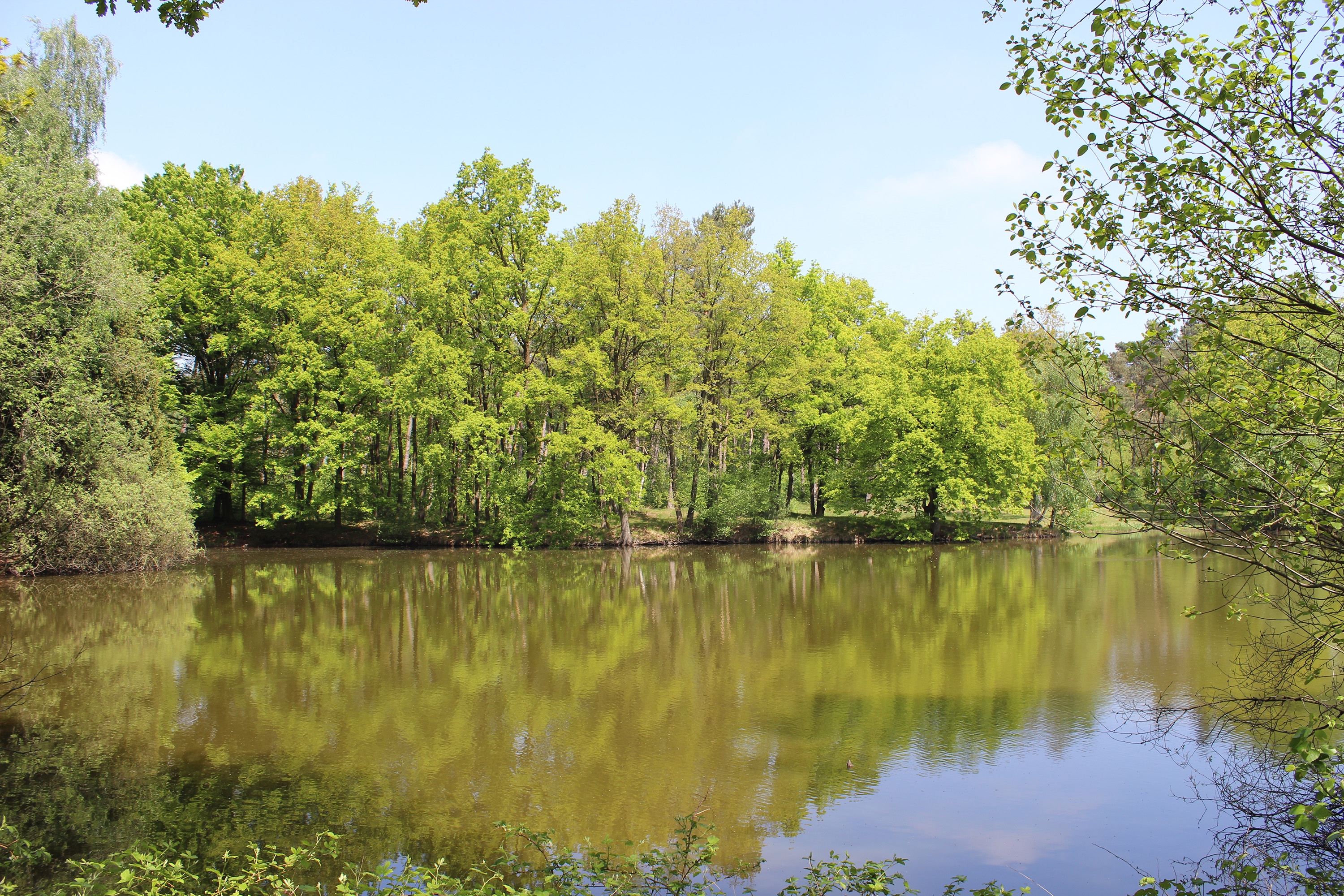

勒默湖（德語：Römersee），是德國的湖泊，位於該國西部，由北萊茵-威斯特法倫州負責管轄，處於海登，長0.1公里、寬0.1公里，面積0.007平方公里，平均水深1.5米，湖岸線長度0.3公里。